# Greenwich
Greenwich ([grínič], angl. /ˈɡrɛnɪtʃ/ ()) je predel na vzhodu Londona, Anglija, znotraj ceremonialnega okrožja Greater London.
Greenwich je znan po svoji pomorski zgodovini in po tem, da je dobil ime po Greenwiškem poldnevniku (0° zemljepisne dolžine) in Greenwiškem srednjem času. Mesto je postalo kraj kraljeve palače, Placentia Palace iz 15. stoletja, in je bilo rojstni kraj mnogih Tudorjev, vključno s Henrikom VIII. in Elizabeto I. Palača je med angleško državljansko vojno propadla in je bila porušena, da bi jo nadomestili Kraljeve pomorske bolnišnice za mornarje, ki sta jo zasnovala sir Christopher Wren in njegov pomočnik Nicholas Hawksmoor. Te stavbe so leta 1873 postale Royal Naval College in so ostale vojaška izobraževalna ustanova do leta 1998, ko so prešle v roke fundacije Greenwich. Zgodovinske sobe v teh stavbah ostajajo odprte za javnost; druge stavbe uporabljata Univerza Greenwich in Konservatorij za glasbo in ples Trinity Laban.
Mesto je v 18. stoletju postalo priljubljeno letovišče in tam je bilo zgrajenih veliko veličastnih palač, kot je grad Vanbrugh (1717), postavljen na hribu Maze, poleg parka. Iz Jurijevega obdobja so bila nad mestnim središčem zgrajena posestva vil. Pomorske povezave Greenwicha so proslavili v 20. stoletju z umestitvijo ladij Cutty Sark in Gipsy Moth IV ob rečno pročelje ter Nacionalnega pomorskega muzeja v nekdanjih stavbah kraljeve bolnišnične šole leta 1934.
Zgodovinsko gledano kot starodavna župnija v Blackheath Hundred v Kentu je bilo mesto del rastočega somestja Londona v 19. stoletju. Ko je bilo leta 1889 ustanovljeno okrožje London, upravno območje, ki naj bi nadomestilo Metropolitan Board of Works, se je župnija združila z župnijami Charlton-next-Woolwich, Deptford St Nicholas in Kidbrooke, da bi ustvarila Metropolitan Borough of Greenwich. Ko je bila lokalna uprava v Londonu ponovno reformirana leta 1965, se je združila z večino metropolitanskega okrožja Woolwich in ustvarila to, kar je zdaj Royal Borough of Greenwich, okrožje lokalnih oblasti v Velikem Londonu.

## Zgodovina

### Zgodnja poselitev
Tumuli jugozahodno od hiše Flamsteed v parku Greenwich naj bi bili grobovi iz zgodnje bronaste dobe, ki so jih Sasi v 6. stoletju ponovno uporabili kot grobišča. Na vzhodu med vrati Vanbrugh in Maze Hill je mesto rimske vile ali templja. To mesto označuje majhno območje rdečih tlakovcev, zaščitenih z ograjo. Izkopali so ga leta 1902 in našli 300 kovancev, ki segajo od cesarjev Klavdija in Honorija do 5. stoletja. To je leta 1999 izkopala televizijska oddaja Channel 4 Time Team, predvajana leta 2000, nadaljnje preiskave pa je ista skupina izvedla leta 2003.
Rimska cesta iz Londona v Dover, Watling Street, je prečkala vzpetino južno od Greenwicha skozi Blackheath. Sledila je liniji zgodnejše keltske poti od Canterburyja do St Albansa. Še v času Henrika V. je bil Greenwich le ribiško mesto z varnim sidriščem v reki.

### Vikingi
Med vladavino Ethelreda Nepripravljenega je bila danska flota več kot tri leta zasidrana v reki Temzi pri Greenwichu, vojska pa je bila utaborjena na hribu zgoraj. Od tod so napadli Kent in leta 1012 zavzeli mesto Canterbury, zaradi česar je bil nadškof Alphege njihov ujetnik za sedem mesecev v njihovem taborišču v Greenwichu, takrat v grofiji Kent. Kamenjali so ga do smrti, ker ni dovolil plačila odkupnine (3000 srebrnikov); in ohranil njegovo telo, dokler ni zacvetela palica, ki je bila potopljena v njegovo kri. Za ta čudež je bilo njegovo telo izročeno njegovim privržencem, za svoje mučeništvo je dosegel svetništvo in v 12. stoletju so mu posvetili župnijsko cerkev. Sedanja cerkev na mestu zahodno od središča mesta je cerkev sv. Alfegeja, ki jo je zasnoval Nicholas Hawksmoor leta 1714 in dokončana leta 1718.

### Normani
Domesday Book iz leta 1086 omenja graščino Grenviz v stotini Grenviz, ki jo je imel v lasti škof Odo iz Bayeuxa; njegova zemljišča je zasegla krona leta 1082. Ime stotine je bilo spremenjeno v Blackheath, ko je mesto sto dvor se je tja preselilo v 12. stoletju. Kraljeva palača ali lovska koča je tu obstajala že pred letom 1300, ko je znano, da je Edvard I. daroval daritve v kapeli Device Marije.

### Plantageneti
Naslednji monarhi so bili redni obiskovalci, pri čemer je Henrik IV. tukaj naredil svojo oporoko, Henrik V. pa je dvorec (dosmrtno) podelil Thomasu Beaufortu, vojvodi Exeterskemu, ki je umrl v Greenwichu leta 1426. Palačo je ustanovil Humphrey, vojvoda Gloucestrski, polbrat Henrika V. in regent Henrika VI. leta 1447; zagradil je park in postavil stolp (Greenwich Castle) na hribu, ki ga sedaj zaseda Kraljevi observatorij. Palačo na strani Temze je po Humphreyjevi smrti soproga Henrika VI. Margareta Anžujska preimenovala v palačo Placentia ali Pleasaunce. Palačo je dokončal in še razširil Edvard IV., leta 1466 pa je bila podeljena njegovi kraljici Elizabeti. Leta 1485 je Edvard IV. ustanovil frančiškanski samostan bratov observantov v Greenwichu po dovoljenju papeža; prva opazovalna hiša v Angliji, bila se je na zemljišču ob palači. Po zavrnitvi papeške oblasti leta 1534 so bili frančiškanski observanti zatrti; ponovno ustanovljen kot frančiškanski konventualec, je bil samostan razpuščen leta 1538, nato pa ponovno ustanovljen leta 1555 za observante, preden so bili bratje dokončno izgnani leta 1559 in je bil samostan porušen leta 1662.
Navsezadnje je bila palača in njena posest kraljeva posest (z uporabnim hribom), da je bila izbrana za lokacijo Kraljevega observatorija Karla II., iz česar je izhajala poznejša globalna vloga Greenwicha kot začetnika sodobnega ničelnega poldnevnika.

### Tudorji
Palača je bila glavna rezidenca Henrika VII., čigar sinova Henrik (pozneje Henrik VIII.) in Edmund Tudor sta bila rojena tukaj in krščena v St Alphege's. Henrik je dal prednost Greenwichu pred bližnjo palačo Eltham, nekdanjo glavno kraljevo palačo v južnem Londonu, ki pa ni bila ob reki Temzi in je bila zato manj dostopna. Henrik je razširil palačo Greenwich in postala je njegov glavni sedež v Londonu, dokler ni bila v 1530-ih zgrajena palača Whitehall. Henrik VIII. se je v Greenwichu poročil s Katarino Aragonsko in Ano Klevsko, tako Marija (18. februar 1516) kot Elizabeta (7. september 1533) sta bili rojeni v Greenwichu. Tam je pri 15 letih umrl tudi njegov sin Edvard VI.
Palača Placentia pa je postala Elizabetina najljubša poletna rezidenca. Tako ona kot njena sestra Marija sta v veliki meri uporabljali palačo in Elizabetin svet je tam leta 1588 načrtoval kampanjo španske armade.

### Stuarti
Jakob I. je izvedel končno prenovo palače Greenwich in dvorec podelil svoji ženi danski kraljici Ani. Leta 1616 je Anne naročila Inigu Jonesu, da načrtuje in zgradi ohranjeno kraljičino hišo kot zadnji dodatek k palači.
Karel I. je dvorec podelil svoji ženi kraljici Henrietti Mariji, za katero je Inigo Jones dokončal kraljičino hišo. Med angleško državljansko vojno je bila palača uporabljena kot tovarna piškotov in taborišče za vojne ujetnike. Nato so v medvladju zasegli palačo in park, da bi postali "dvorec" za lorda zaščitnika.
V času obnove je bila palača Placentia zapuščena in so jo podrli. Začele so se postavljati nove stavbe kot velika palača za Karla II., vendar je bil dokončan le blok kralja Karla. Karel II. je tudi preoblikoval in ponovno zasadil park Greenwich ter ustanovil in zgradil Kraljevi observatorij.
Princ James (kasneje kralj Jakob II. in VII.), kot vojvoda Yorški in lord admiral do leta 1673, je bil pogosto v Greenwichu s svojim bratom Karlom in po besedah Samuela Pepysa je predlagal zamisel o ustanovitvi kraljeve mornariške bolnišnice. To je sčasoma v Greenwichu ustanovila njegova hči Marija II., ki je v letih 1692–1693 naročila Christopherju Wrenu, da zasnuje Kraljevo bolnišnico za pomorščake (zdaj Old Royal Naval College). Delo se je začelo leta 1696 pod njenim vdovcem Viljem III., dokončal pa ga je Hawksmoor. Kraljica Ana in danski princ Jurij Danski sta še naprej podpirala projekt.

### Hanoverani
Jurij I. je pristal v Greenwichu iz Hannovra ob svojem pristopu leta 1714. Njegov naslednik Jurij II. je kraljevi bolnišnici za mornarje podelil zaseženo posest jakobitskega grofa Derwentwaterja, kar je omogočilo, da je bila stavba dokončana do leta 1751.
Leta 1805 je Jurij III. podelil kraljičino hišo Royal Naval Asylum (sirotišnica), ki se je v letih 1821–1825 združila z bolnišnično šolo Greenwich. Razširjen s stavbami, v katerih je zdaj Narodni pomorski muzej, ga je kraljica Viktorija leta 1892 preimenovala v Royal Hospital School.
Jurij IV. je leta 1824 bolnišnici podaril skoraj 40 slik, s čimer je naenkrat ustvaril galerijo v Poslikani dvorani. Ti zdaj tvorijo zbirko bolnišnice Greenwich v Narodnem pomorskem muzeju. Nato sta bila redna donatorja in obiskovalca galerije Viljem IV. in kraljica Adelaide.

### Viktorijansko in edvardijansko obdobje
Kraljica Viktorija je le redko obiskala Greenwich, a leta 1845 je njen mož princ Albert osebno kupil Nelsonov plašč iz bitje pri Trafalgarju za Mornariško galerijo.
Leta 1838 je London and Greenwich Railway (L&GR) dokončal prvo parno železnico v Londonu. Začela se je pri London Bridgeu in imelo končno postajo na London Street (zdaj Greenwich High Road). Bila je tudi prva, zgrajena posebej za potnike, in prva dvignjena železnica, ki je imela 878 lokov na svojem skoraj štirimiljskem odseku. Južno od železniškega viadukta čez Deptford Creek je viktorijanska črpalna postaja, zgrajena leta 1864 kot del londonskega kanalizacijskega sistema sira Josepha Bazalgetta (Južna kanalizacija teče pod mestnim središčem Greenwicha).
Leta 1853 je lokalna škotska prezbiterijanska skupnost zgradila cerkev sv. Marka v bližini, ki je bila v 1860-ih v času ministrovanja Adolpha Saphirja dvakrat razširjena in je nazadnje sprejela 1000 vernikov.
Leta 1864 je nasproti železniške postaje gledališki podjetnik Sefton Parry zgradil gledališče New Greenwich Theatre s tisoč sedeži. William Morton je bil eden njenih uspešnejših menedžerjev. Gledališče je bilo porušeno leta 1937, da bi naredili prostor za novo mestno hišo, zdaj spomeniško zaščiteno stavbo v novem lastništvu in preimenovano v Meridian House.
Postaja Greenwich je na severnem vrhu trikotnika Ashburnham, stanovanjske posesti, ki jo je zgradila družina Ashburnham, predvsem med letoma 1830 in 1870, na zemljišču, ki je bilo prej urejeno kot tržni vrtovi. Zdaj je določeno ohranitveno območje. Sedanje gledališče Greenwich, bolj proti vzhodu, na Croom's Hillu, je bilo zgrajeno znotraj lupine viktorijanske glasbene dvorane. Glasbeno dvorano, ki se je začela leta 1855 kot dodatek k Rose and Crown, je leta 1871 obnovil Charles Crowder in je nato delovala pod številnimi imeni. Južneje na Croom's Hillu je bila leta 1851 odprta rimskokatoliška cerkev Marije Morske zvezde.
Poldnevnik je bil ustanovljen leta 1851.

### Sodobnost in sedanjost
Jurij V. in kraljica Marija sta podprla ustanovitev Narodnega pomorskega muzeja, Marija pa je muzeju podarila številne predmete.
Princ Albert, vojvoda Yorški (kasneje Jurij VI.), je položil temeljni kamen nove kraljeve bolnišnične šole, ko se je ta preselila v Holbrook v Suffolku. Leta 1937 je bilo njegovo prvo javno dejanje kot kralj (tri tedne pred kronanjem) odprtje Narodnega pomorskega muzeja v stavbah, ki jih je zapustila šola. Kralja so spremljale mati kraljica Marija, žena kraljica Elizabeta (pozneje Elizabeta, kraljica mati) in princesa Elizabeta (pozneje Elizabeta II.)
Princesa Elizabeta in njen soprog princ Filip, vojvoda Edinburški (ki je bil ob poroki leta 1947 povišan za barona Greenwicha), sta leta 1948 prvič javno in uradno obiskala Greenwich, da bi prejela svobodo okrožja za Filipa. Istega leta je postal skrbnik Narodnega pomorskega muzeja. Princ Filip je bil skrbnik 52 let do leta 2000, ko je postal njegov prvi pokrovitelj. Vojvoda Edinburški je bil od leta 1952 tudi pokrovitelj Cutty Sarka (ki ga je leta 1957 odprla kraljica).
Med srebrnim jubilejem leta 1977 se je kraljica vkrcala v Greenwichu na jubilejno rečno tekmovanje. Leta 1987 je bila na krovu ladje P&O Pacific Princess, ko se je ta privezala ob Old Royal Naval College za praznovanje 150. obletnice družbe.
Ob diamantnem jubileju Elizabete II. je bilo 5. januarja 2010 objavljeno, da bo 3. februarja 2012 londonsko okrožje Greenwich postalo četrto s statusom kraljevega okrožja, drugo pa je kraljevo okrožje Kingston ob Temzi, kraljevo okrožje Kensington in Chelsea ter kraljevi okrožji Windsor in Maidenhead. Status je bil podeljen kot priznanje zgodovinskih povezav okrožja s kraljevo družino, lokacije začetnega poldnevnika in tega, da je Unescov seznam svetovne dediščine.

## Geografija
Mesto Greenwich je zgrajeno na široki ploščadi južno od zunanje strani širokega meandra v reki Temzi, z varnim globokomorskim sidriščem, ki leži v reki. Na jugu se dežela strmo dviga, 30 mskozi park Greenwich do mesta Blackheath. Višja območja so sestavljena iz sedimentne plasti prodnate prsti, znane kot Blackheath Beds, ki se razprostirajo po večjem delu jugovzhoda čez izdanek krede – s peskom, ilovico in šivi gline na nižjih nivojih ob reki.
Greenwich meji na Deptford Creek in Deptford na zahodu; stanovanjsko območje Westcombe Park na vzhodu; reka Temza na severu; ter A2 in Blackheath na jugu. Polotok Greenwich, znan tudi kot North Greenwich, tvori glavno projekcijo mesta (severovzhodno od središča mesta).

### Zanimivost
Po Greenwichu se imenuje tudi del mesta Maribor. Sodelovanje Maribora in Greenwicha se je začelo že leta 1959. Mesti se med seboj povezujeta ter sodelujeta na različnih področjih. Zato so ob 50. obletnici prijateljstva v Greenwichu poimenovali del tamkajšnjega parka v park Maribor. 

## Kraji svetovne dediščine
Leta 1997 je bil Maritime Greenwich dodan na seznam območij svetovne dediščine zaradi koncentracije in kakovosti stavb zgodovinskega in arhitekturnega pomena. Te lahko razdelimo na skupino stavb ob rečni obali, park Greenwich ter jurijevsko in viktorijansko mestno jedro.

## Pobratena mesta
Pobratena mesta so:
- Maribor, Slovenia
- Reinickendorf, Berlin, Nemčija
- Tema, Velika Akra, Gana